# Tetori Dixon
Tetori Dixon (ur. 4 sierpnia 1992 w Burnsville) – amerykańska siatkarka, reprezentantka kraju, grająca na pozycji środkowej. 

## Przebieg kariery
| Lata                      | Klub                    |
| ------------------------- | ----------------------- |
| 2010–2013                 | University of Minnesota |
| 2013–2015                 | Rabita Baku             |
| 2015–2016                 | Toray Arrows            |
| 2017–2018                 | Saugella Monza          |
| 2018–2021                 | Beijing BAIC Motors     |
| 2021–2022 (do 12.02.2022) | THY Stambuł             |
| 2022–                     | Bolu Belediyespor       |

## Sukcesy klubowe
Liga azerska:
- 2014[4], 2015

Liga Mistrzyń:
- 2014[5]

Liga japońska:
- 2016

Liga chińska:
- 2019
- 2020

## Sukcesy reprezentacyjne
Mistrzostwa Ameryki Północnej, Środkowej i Karaibów Kadetek:
- 2008, 2015

Puchar Panamerykański:
- 2014

Volley Masters Montreux:
- 2014[6]

Mistrzostwa Świata:
- 2014

Grand Prix:
- 2015

Puchar Świata:
- 2019
- 2015

Mistrzostwa Ameryki Północnej, Środkowej i Karaibów:
- 2015
- 2019

Puchar Wielkich Mistrzyń:
- 2017

Liga Narodów:
- 2018, 2019, 2021

## Nagrody indywidualne
- 2014: Najlepsza środkowa Pucharu Panamerykańskiego
- 2015: Najlepsza blokująca Pucharu Świata
- 2018: Najlepsza środkowa Ligi Narodów
- 2019: Najlepsza środkowa Mistrzostw Ameryki Północnej, Środkowej i Karaibów